# قائمة قصور إيران
قصور إيران هو مقرإقامة كبير، وخاصة ما يتعلق بالمقرات الملكية والرئاسية، أو الأعيان رفيعي المستوى، كالأساقفة، كما يطلق قصر على المباني الفخمة والمزخرفة.

## قائمة قصور جمهورية إيران
تحتوي هذه القائمة على أسماء القصور في جمهورية إيران.
| الصف | الاسم                    | الصورة     | الموقع          | الملاحظات |
| ---- | ------------------------ | ---------- | --------------- | --- |
| 1    | الأربعون عمودا           |            | أصفهان          | |
| 2    | عالي قابو                |            | أصفهان          | |
| 3    | عالي ياقوت               |            | طهران           | |
| 4    | قصر أباداناي تخت جمشيد   |            | مرودشت          | |
| 5    | قصر أباداناي شوشان       |            | شوشان           | |
| 6    | قصر أبو نصر              |            | شيراز           | |
| 7    | قصر أردشير بابكان        |            | فيروز أباد      | |
| 8    | قصر اختصاصي جرجان        |            | جرجان           | |
| 9    | قصر الأربعون عمودا قزوين |            | قزوين           | |
| 10   | قصر باغتشة جوق           |            | ماكو            | |
| 11   | قصر بردك سياة            |            | برازجان         | |
| 12   | بوابة كل الأمم           |            | تخت جمشيد       | وقد أمر ببناء البوابة الملك أخمينيون خشايارشا الأول (486-465 قبل الميلاد). وتم البناء في عهد دارا الأول. |
| 13   | قصر بيستون               |            | بيستون          | |
| 14   | قصر H                    |            | مرودشت          | |
| 15   | قصر تتشر                 |            | تخت جمشيد       | بُنيَّ قصر داريوش على صخرة جبلية ضخمة ترتفع نحو مترين ونصف المتر عن سطح قصر آبادانا، ومن أحجار سميكة منتظمة فوقها. الواجهة الرئيسية والمدخل الكبير للقصر هما صوب الجنوب وخلف قصر آبادانا. كما للقصر سلالم ومدخل آخر باتجاه الجنوب أي سهول مرودشت بالتحديد. يضم قصر تجر ايواناً كبيراً في الجنوب وقاعة خلف الإيوان إضافةً إلى غرف كبيرة وصغيرة في أطراف القاعة والإيوان، تربط بها مجموعة سلالم موجودة في طرفي إيوان القصر. كما يوجد عمودان حجريان طويلان يقومان على طرفي الإيوان، فأحد العمودين قائم وثابت في مكانه، والآخر مكسورٌ من ظهره ويقع في الساحة الأمامية للقصر. |
| 16   | قصر ثابت باسال           |            | طهران           | |
| 17   | قصر جرجان                |            | جرجان           | |
| 18   | قصر جهان نما             |            | مقاطعة ساري     | |
| 19   | قصر خسرو                 | تحميل صورة | قصر شيرين       | |
| 20   | قصر سة در                |            | مرودشت          | |
| 21   | قصر سروستان              |            | مقاطعة سروستان  | |
| 22   | قصر سعد أباد             |            | مقاطعة شميرانات | |
| 23   | قصر سلطنت‌ أباد           |            | طهران           | |
| 24   | قصر سليمانية             |            | كرج             | |
| 25   | قصر شهرستانك             |            | مقاطعة كرج      | |
| 26   | قصر شهوند                |            | طهران           | |
| 27   | قصر صاحبقرانية           |            | طهران           | |
| 28   | قصر صدستون               |            | مرودشت          | |
| 29   | قصر فرح‌ أباد (طهران)     |            | طهران           | |
| 30   | قصر كلات                 |            | كلات            | |
| 31   | قصر كلستان               |            | طهران           | |
| 32   | قصر كورش                 |            | برازجان         | |
| 33   | قصر محمد خان القاجاري    |            | جرجان           | |
| 34   | قصر مرمر رامسر           |            | رامسر           | |
| 35   | قصر مرواريد              |            | كرج             | |
| 36   | قصر مظفري دار أباد       |            | طهران           | |
| 37   | قصر ميان بشتة            |            | بندر أنزلي      | |
| 38   | قصر نياوران              |            | مقاطعة شميرانات | |
| 39   | قصر هديش                 |            | مرودشت          | |
| 40   | قصر هشت‌ بهشت             |            | أصفهان          | |